# Pochyta moschensis
Pochyta moschensis là một loài nhện trong họ Salticidae.
Loài này thuộc chi Pochyta. Pochyta moschensis được Lodovico di Caporiacco miêu tả năm 1947.